# Kostel svatého Antonína Paduánského (Paříž)
Kostel svatého Antonína Paduánského (fr. Église Saint-Antoine-de-Padoue) je katolický farní kostel v 15. obvodu v Paříži na Boulevardu Lefebvre.

## Historie
Kostel zasvěcený svatému Antonínu Paduánskému byl postaven v letech 1933–1935 v rámci projektu Œuvre des Chantiers du Cardinal, kdy vznikaly kostely v lidnatých okrajových částech Paříže. Základní kámen položil 11. června 1933 pařížský arcibiskup kardinál Jean Verdier.

## Architektura
Kostel navrhl architekt Léon Azéma, který se inspiroval architekturou 13. století, ve kterém žil Antonín Paduánský. Zvonice vysoká 46 metrů je ozdobená sochami svatého Františka z Assisi, svatého Ludvíka, svaté Kláry a svaté Alžběty.
V kostele v každém rohu lodě se nacházejí sochy sv. Antonína, svatého Františka, svatého Josefa a svaté Terezy. Okna jsou vyzdobena vitrážemi a chór freskou.